# Jean Saint-Germain
Pour les articles homonymes, voir Saint-Germain.
Jean Saint-Germain (29 mars 1937 - 16 septembre 2016 ) est un inventeur québécois de Drummondville. Il est notamment connu pour l'invention, en 1953, à l'âge de 16 ans, du biberon sans air, que l'entreprise Playtex acheta 1 000 USD et vendit à des millions d'exemplaires. 
Passionné d'aviation, il est aussi l'inventeur, en 1980, de l'Aérodium, un tunnel de vent vertical pour la pratique du vol plané et du parachutisme. 
Il a raconté sa passion pour les inventions dans son autobiographie publiée en 1979 : Lâche pas - Y'a toujours un moyen.

## Source
- Qui ne se rappelle pas d'un petit gyrocopter conçu par M. St Germain quittant un petit aéroport au bout de la rue St Laurent à Drummondville. Pour ceux qui ont eu la chance de le voir on parle des années 1965 n'ont pu oublier cet individu doué d'un génie exceptionnel. Je souhaite que Drummondville reconnaisse cet homme unique et génial. Petit documentaire sur l'inventeur Jean St-Germain